# Kamar Aiken
Kamar Aiken (Hollywood, 30 maggio 1989) è un giocatore di football americano statunitense che gioca nel ruolo di wide receiver per gli Indianapolis Colts della National Football League (NFL). Al college ha giocato a football alla University of Central Florida

## Carriera professionistica
Dopo non essere stato scelto nel Draft NFL 2011, Aiken firmò coi Buffalo Bills. Tra il 2012 e 2013 fece parte anche dei roster di Chicago Bears e New England Patriots, scendendo però in campo solamente in una gara con questi ultimi.

### Baltimore Ravens
Dopo essere stato svincolato dai Patriots il 26 agosto 2013, Aiken firmò coi Baltimore Ravens. Dopo non essere mai sceso in campo in quella stagione, nel 2014 disputò tutte le 16 partite, segnando il primo touchdown in carriera il 12 ottobre 2014 contro i Tampa Bay Buccaneers e chiudendo la stagione regolare con tre marcature. Andò a segno anche nel secondo turno di playoff ma i Ravens furono eliminati dai Patriots.
Il primo touchdown del 2015, Aiken lo segnò nella vittoria ai supplementari del quarto turno contro i Pittsburgh Steelers. Nella settimana 15 fece registrare un massimo stagionale di 128 yard ricevute, oltre al suo quinto touchdown, nella sconfitta coi Chiefs. La sua stagione si chiuse guidando i Ravens in yard ricevute (944) e TD su ricezione (5).

### Indianapolis Colts
Nel 2017, Aiken firmò con gli Indianapolis Colts.

## Statistiche
| Partite totali      | 19  |
| Partite da titolare | 0   |
| Ricezioni           | 24  |
| Yard ricevute       | 267 |
| Touchdown           | 3   |